# Place Rouge (Taganrog)

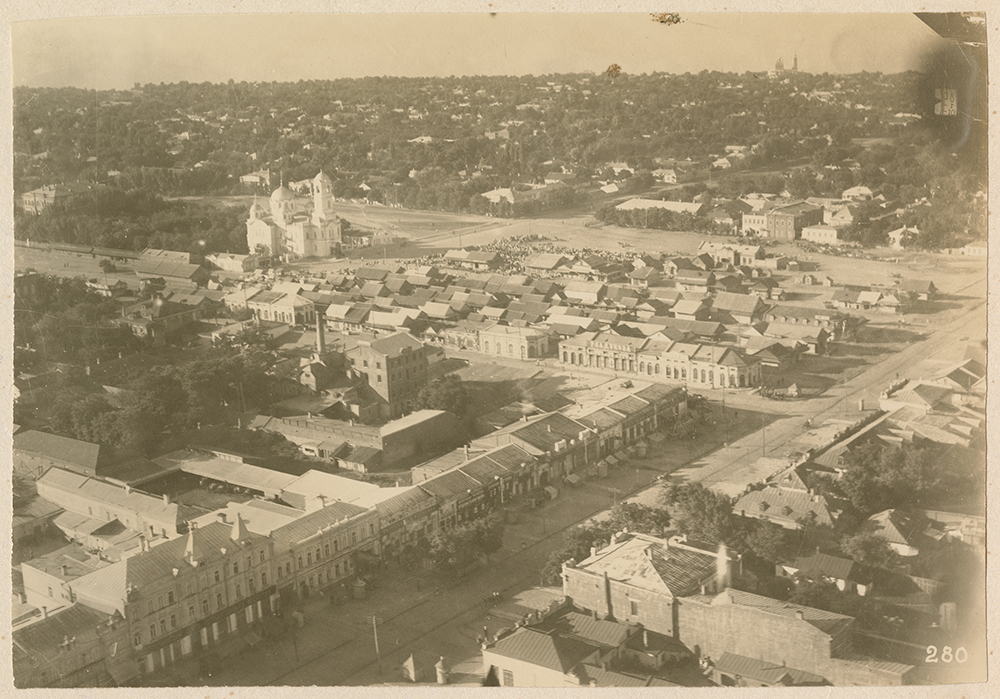
La place en 1918.

La place Rouge (Кра́сная пло́щадь) est une place de la ville de Taganrog en Russie. Elle coupe la rue Tchekhov entre la ruelle Rouge et la ruelle Gogol.  

## Histoire
La place est construite en 1808 à la place d'un marais couvert de roseaux et prend le nom de place Alexandre en hommage à Alexandre 1er de Russie. Le gostiny dvor, marché constitué de boutiques, construit en style néoclassique, est édifié en 1810 selon les plans de Campioni.
La place a une forme d'ovale allongé de 680 mètres pour une largeur de 200 mètres.

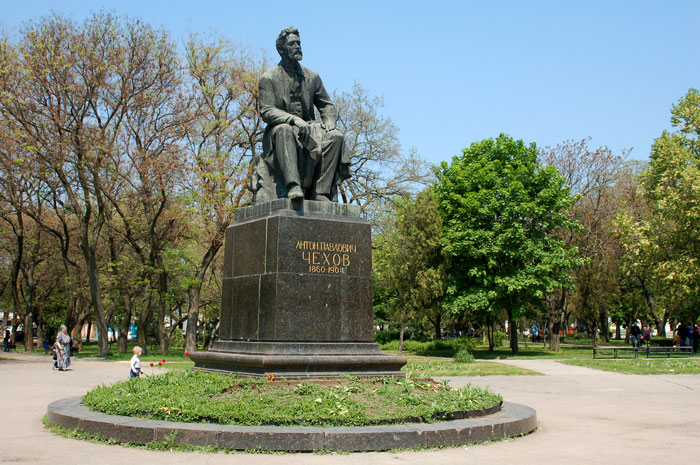
Statue de Tchekhov.

Un puits d'eau potable est installé au milieu. Dans les années 1860, il a été envisagé d'aménager un square mais cela n'a pas été réalisé faute de moyens. C'est seulement en 1935 pour le 75e anniversaire de Tchekhov qu'on y installe un square de 1,5 ha, nommé square Tchekhov. Pour cela on démolit le cirque Dourov (ex-Truzzi bâti en bois) à l'angle de la ruelle Rouge. On y érige une statue de Tchekhov en 1960, œuvre de Ioulian Roukavichnikov. 
Une école de jeunes filles est construite à deux étages en 1900 par l'architecte Boris Rojnov, mais construite sur des bases peu solides présente des fissures quelques décennies plus tard.
La place prend son nom actuel en 1923.